# Constância
Constância [kõʃˈtɐ̃siɐ] ist eine  Kleinstadt (Vila) in Portugal. Portugals Nationaldichter Luís de Camões (1524–1580) soll hier eine Zeit gelebt haben, was einer der Gründe für den Beinamen „Ort der Verführung und der Poesie“ (Terra de sedução e de poesia) ist, mit dem Constância sich präsentiert.

## Geschichte
An der Mündung des Zêzere in den Tejo gelegen, entwickelte sich hier eine Ortschaft aus der zunehmenden Flussschifffahrt, der Fischerei und dem Bootsbau, unter dem Ortsnamen Punhete. Etwa zwischen 1546 und 1547 soll der Dichter Luís de Camões hier als Verbannter gelebt und einige seiner Gedichte geschrieben haben. König D. Sebastião erhob Punhete 1571 zur Kleinstadt (Vila) und machte es zum Sitz eines eigenständigen Kreises (Concelho).
Während der Napoleonischen Invasionen nahm der französische General Junot die Kleinstadt 1807 ein und richtete schwere Zerstörungen an, so an Rathaus und Stadtarchiv. Auch durch die häufigen Überschwemmungen des Tejo und die Umzüge des Archivs nach Abrantes nach den zweimaligen Auflösungen des Kreises 1868 und 1895 nahm das Stadtarchiv Schaden, so dass die Geschichte des Ortes heute nicht völlig lückenlos belegt ist. Seit dem 17. Januar 1898 besteht der eigenständige Kreis Constância ununterbrochen. Königin D. Maria II hatte den Namen zuvor (1836) von Punhete in Constância abgeändert, in Anerkennung der konstanten Loyalität des Ortes zu den liberalen Parteigängern in der Liberalen Revolution 1822 und dem folgenden Miguelistenkrieg.
Mit Ankunft der Eisenbahn und neuer königlicher Straßenverbindungen in der zweiten Hälfte des 19. Jahrhunderts und der später errichteten Staudämme im Rio Zêzere verlor die Flussschifffahrt und in der Folge Constância an Bedeutung.

## Verwaltung

### Der Kreis
Constância ist Verwaltungssitz eines gleichnamigen Kreises (Concelho) im Distrikt Santarém. Am 19. April 2021 hatte der Kreis 3798 Einwohner auf einer Fläche von 80,4 km².
Die Nachbarkreise sind (im Uhrzeigersinn im Norden beginnend): Abrantes, Vila Nova da Barquinha sowie Chamusca.
Die folgenden Gemeinden (Freguesias) liegen im Kreis Constância:

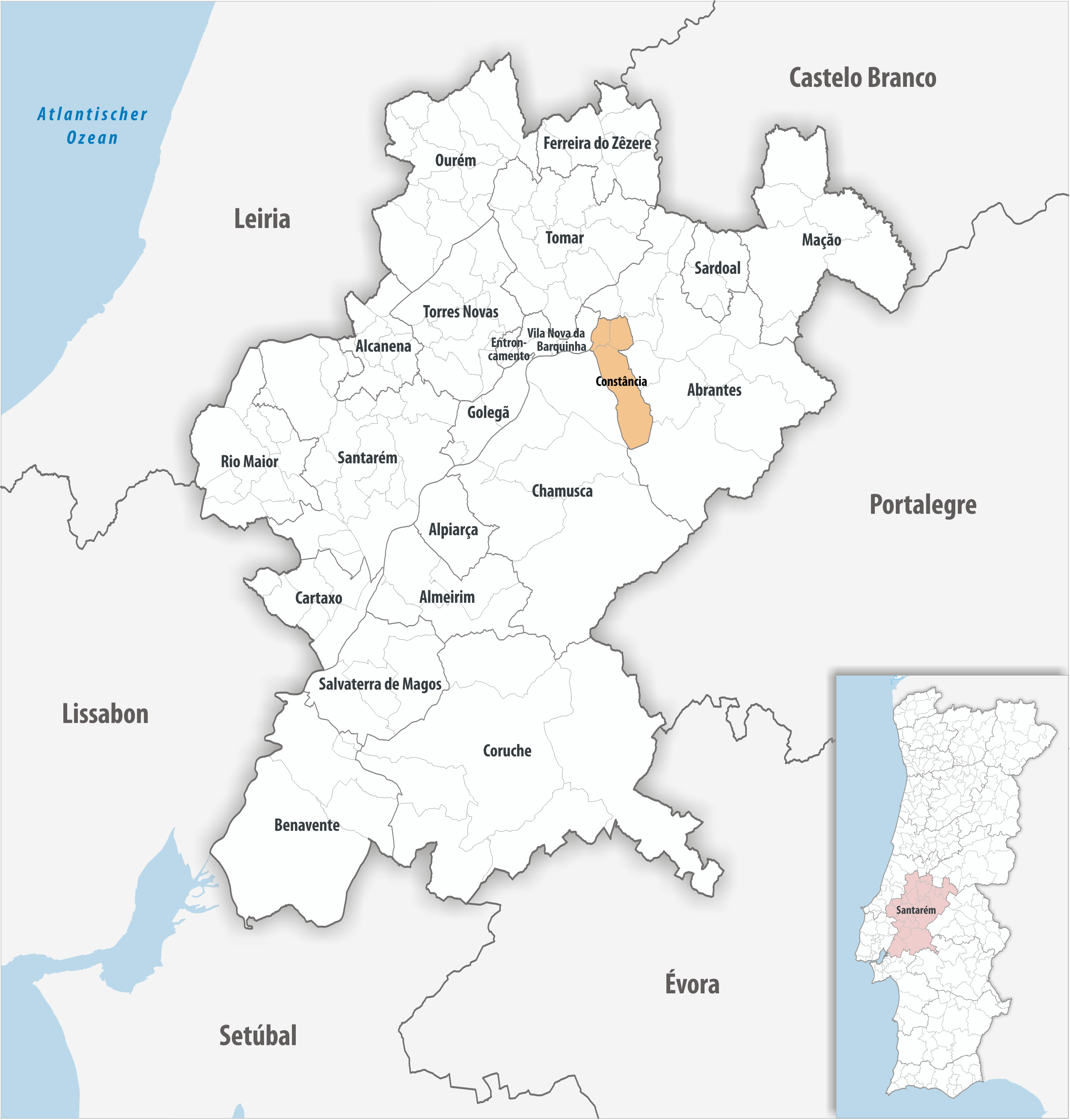
Kreis Constância

| Gemeinde                   | Einwohner (2021) | Fläche km² | Dichte Einw./km² | LAU- Code |
| -------------------------- | ---------------- | ---------- | ---------------- | --------- |
| Constância                 | 958              | 8,83       | 108              | 140801    |
| Montalvo                   | 1.239            | 12,81      | 97               | 140802    |
| Santa Margarida da Coutada | 1.601            | 58,72      | 27               | 140803    |
| Kreis Constância           | 3.798            | 80,36      | 47               | 1408      |

### Bevölkerungsentwicklung
| Einwohnerzahl im Kreis Constância (1801–2011) | Einwohnerzahl im Kreis Constância (1801–2011) | Einwohnerzahl im Kreis Constância (1801–2011) | Einwohnerzahl im Kreis Constância (1801–2011) | Einwohnerzahl im Kreis Constância (1801–2011) | Einwohnerzahl im Kreis Constância (1801–2011) | Einwohnerzahl im Kreis Constância (1801–2011) | Einwohnerzahl im Kreis Constância (1801–2011) | Einwohnerzahl im Kreis Constância (1801–2011) | Einwohnerzahl im Kreis Constância (1801–2011) |
| --------------------------------------------- | --------------------------------------------- | --------------------------------------------- | --------------------------------------------- | --------------------------------------------- | --------------------------------------------- | --------------------------------------------- | --------------------------------------------- | --------------------------------------------- | --------------------------------------------- |
| 1801                                          | 1849                                          | 1900                                          | 1930                                          | 1960                                          | 1981                                          | 1991                                          | 2001                                          | 2004                                          | 2011                                          |
| 1583                                          | 2526                                          | 3034                                          | 3248                                          | 4077                                          | 3949                                          | 4170                                          | 3815                                          | 3796                                          | 4058                                          |

### Kommunaler Feiertag
- Ostermontag

### Städtepartnerschaften
- Fondettes, Frankreich (seit 1998)
- Wiesbaden-Naurod, Deutschland (in Anbahnung)[6]

## Wirtschaft
Die Ankunft der Eisenbahn und die neuen königlichen Straßen im 19. Jahrhundert, und danach der folgende Bau von Staudämmen im Zêzere veränderten zunehmend die landwirtschaftlichen und mit dem Fluss verbundenen, traditionellen Wirtschaftsstrukturen im Kreis. Heute ist der Kreis insbesondere als Naherholungsgebiet positioniert, etwa durch den Naturpark Parque Ambiental und die Wälder und Flussufer im Kreis. Landwirtschaft spielt in den ländlicheren Kreisgebieten weiter eine Rolle, insbesondere der Anbau von Gemüse und Obst, auch Oliven zur Olivenölproduktion sind von Bedeutung.
Das Industriegebiet in der Gemeinde Montalvo beheimatet die bedeutendsten privaten Arbeitgeber im Kreis. Zu nennen sind zudem die Militäranlagen in der besonders waldreichen Gemeinde Santa Margarida, die als größter Stützpunkt der Portugiesischen Streitkräfte gelten.

## Verkehr
Constância liegt an der Eisenbahnstrecke Linha da Beira Baixa, mit Haltepunkt in der Gemeinde Santa Margarida da Coutada. Bis zur Einstellung des Personenverkehrs 2012 passierten hier zudem die Züge der Linha do Leste.
Der Ort ist über die Autobahn A23 an das Autobahnnetz des Landes angeschlossen.

## Bildergalerie

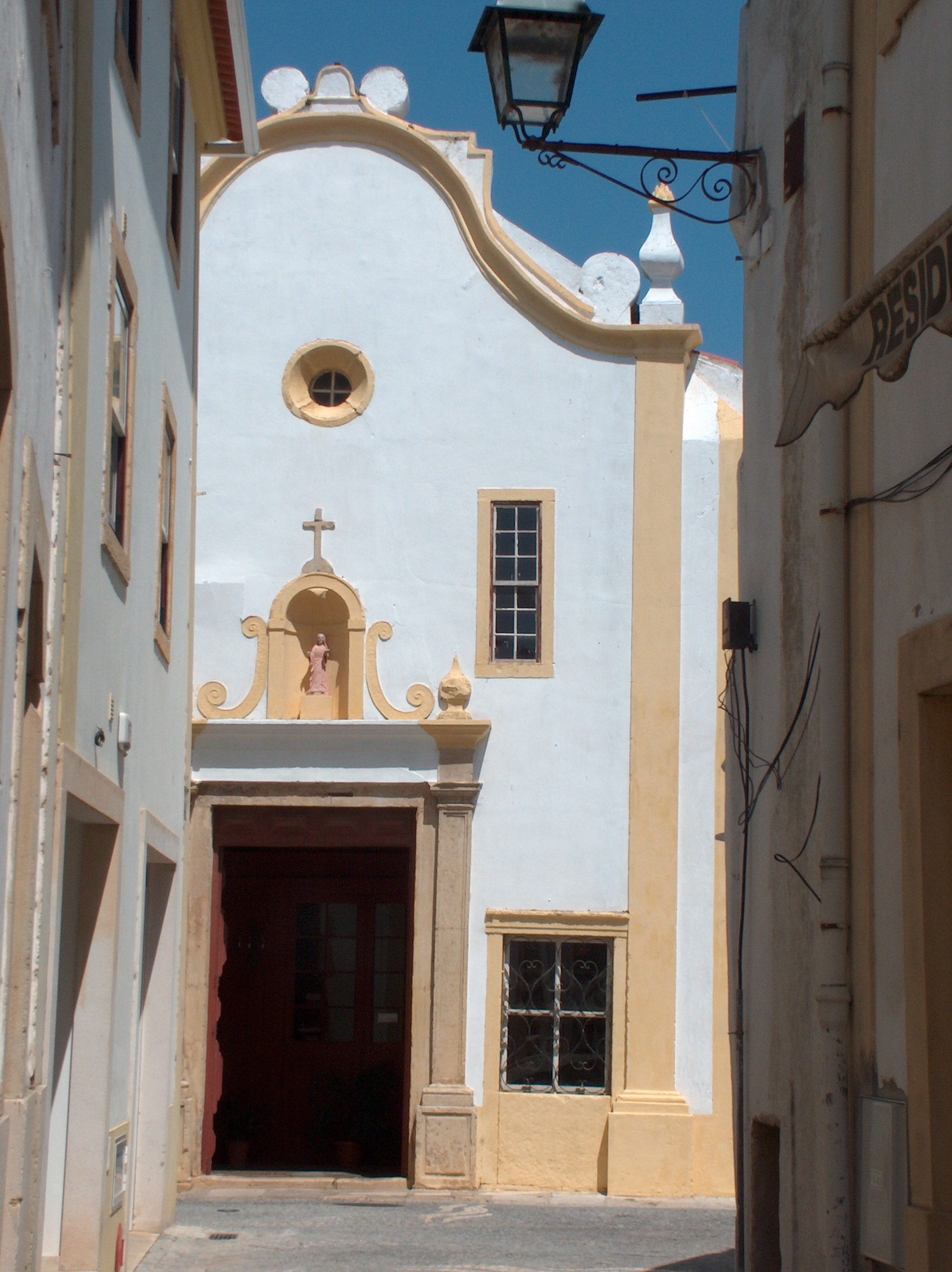
Die Igreja da Misericórdia im historischen Ortskern
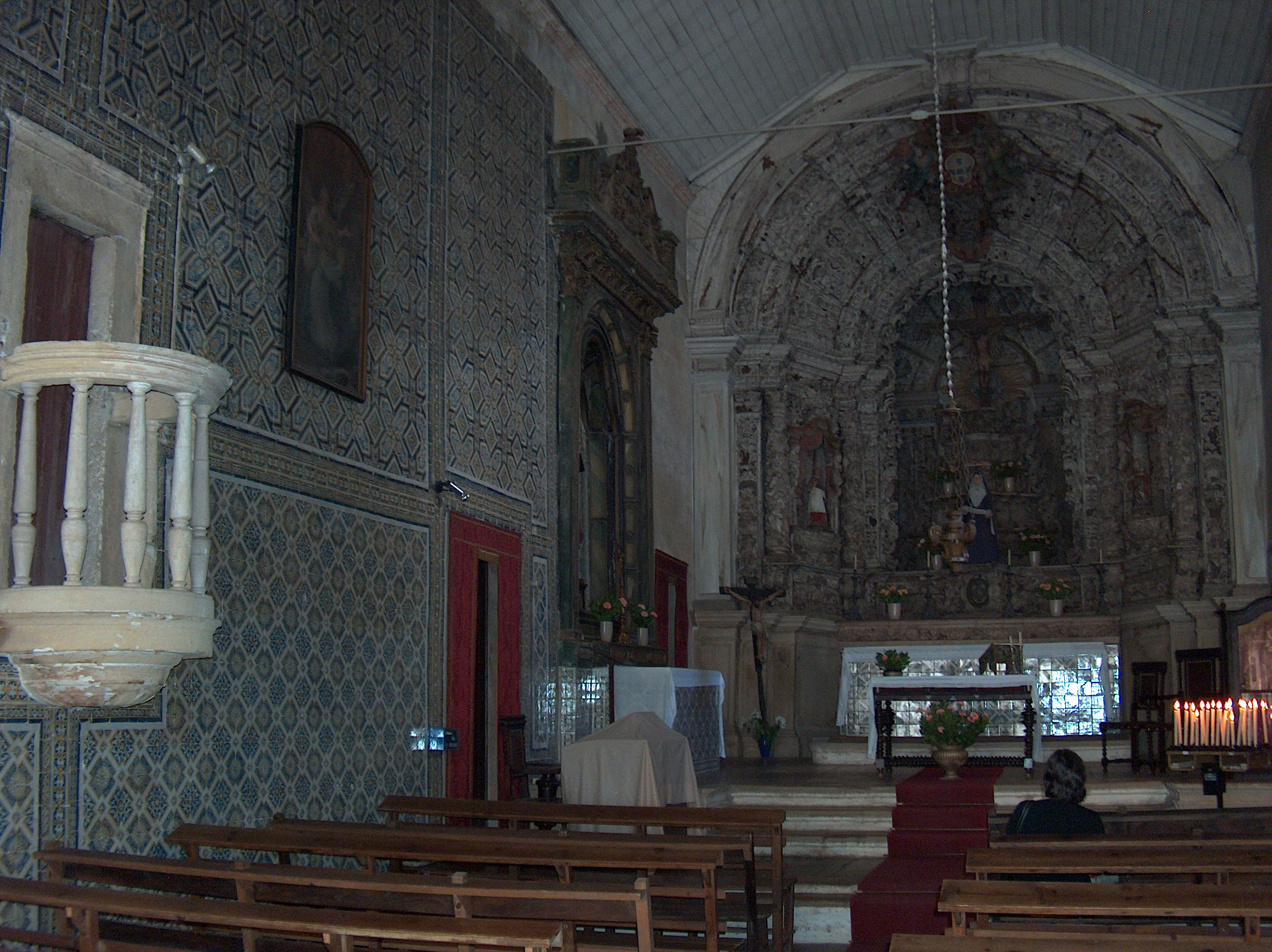
Im Inneren der Igreja da Misericórdia
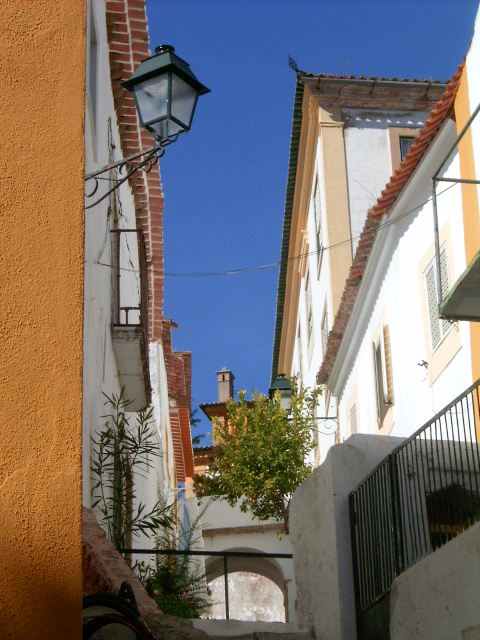
Gassen im historischen Ortskern von Constância
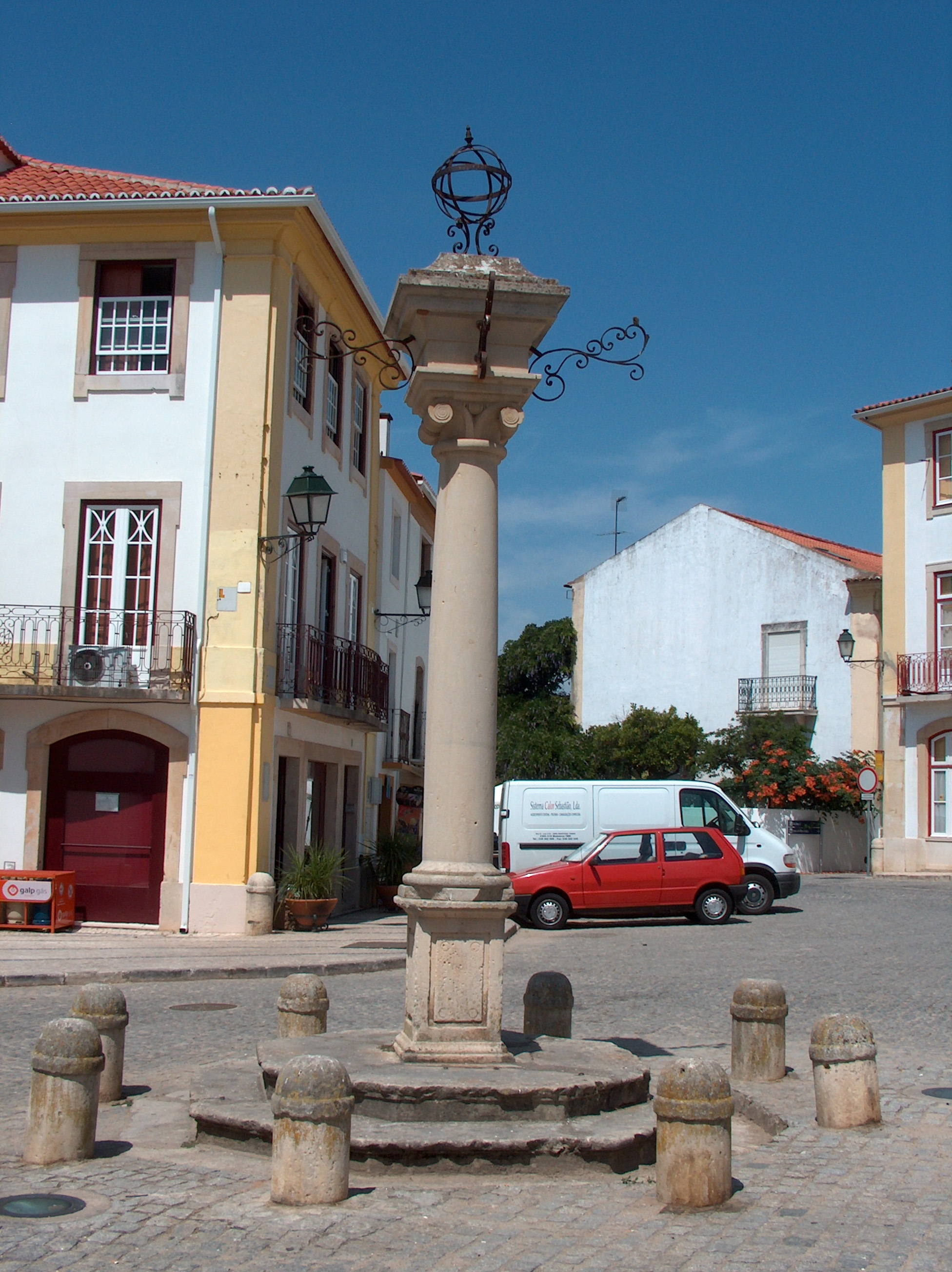
Der Schandpfahl (Pelourinho), Zeichen der Stadtrechte von 1571
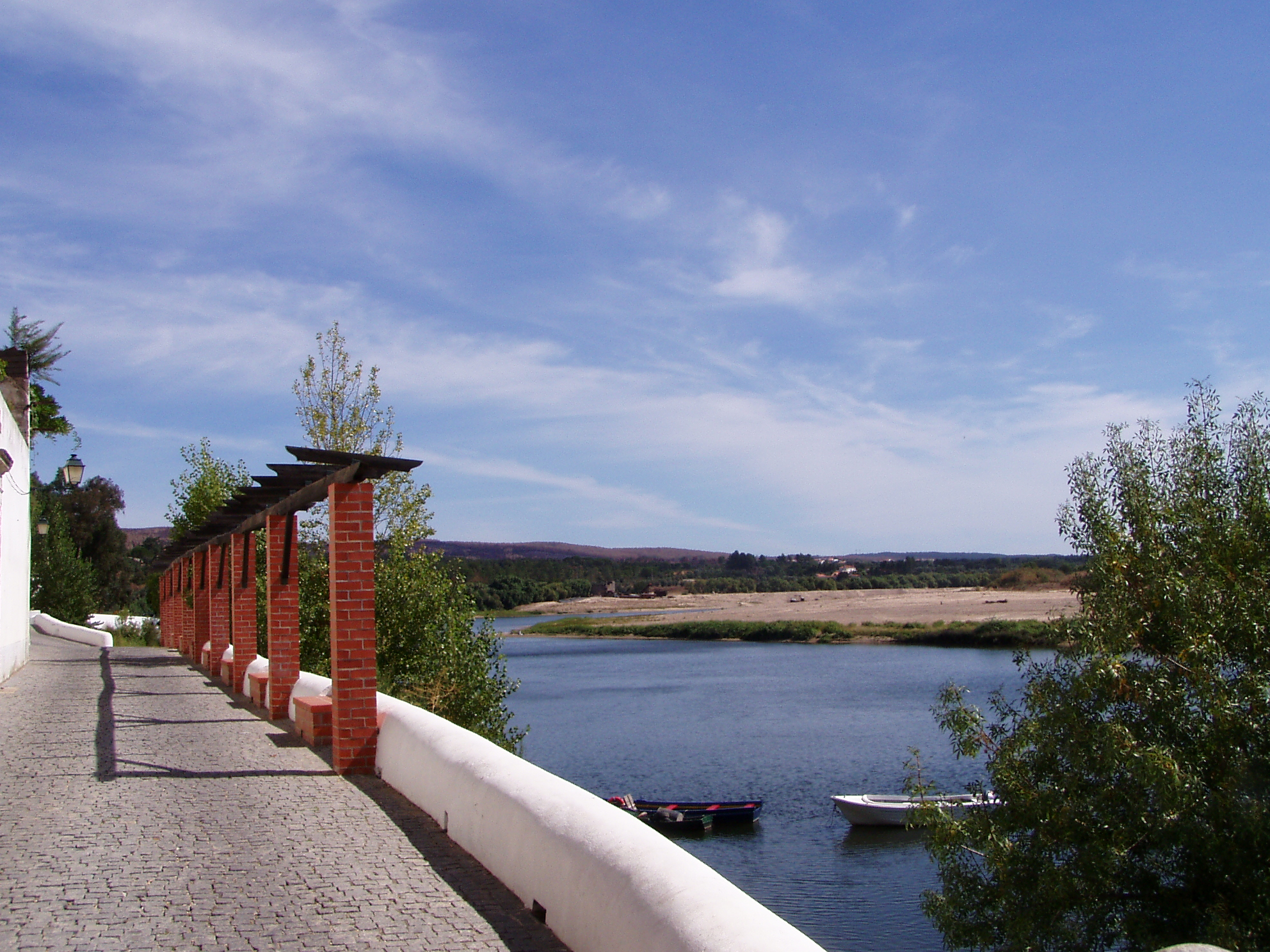
Am Tejo-Ufer in Constância
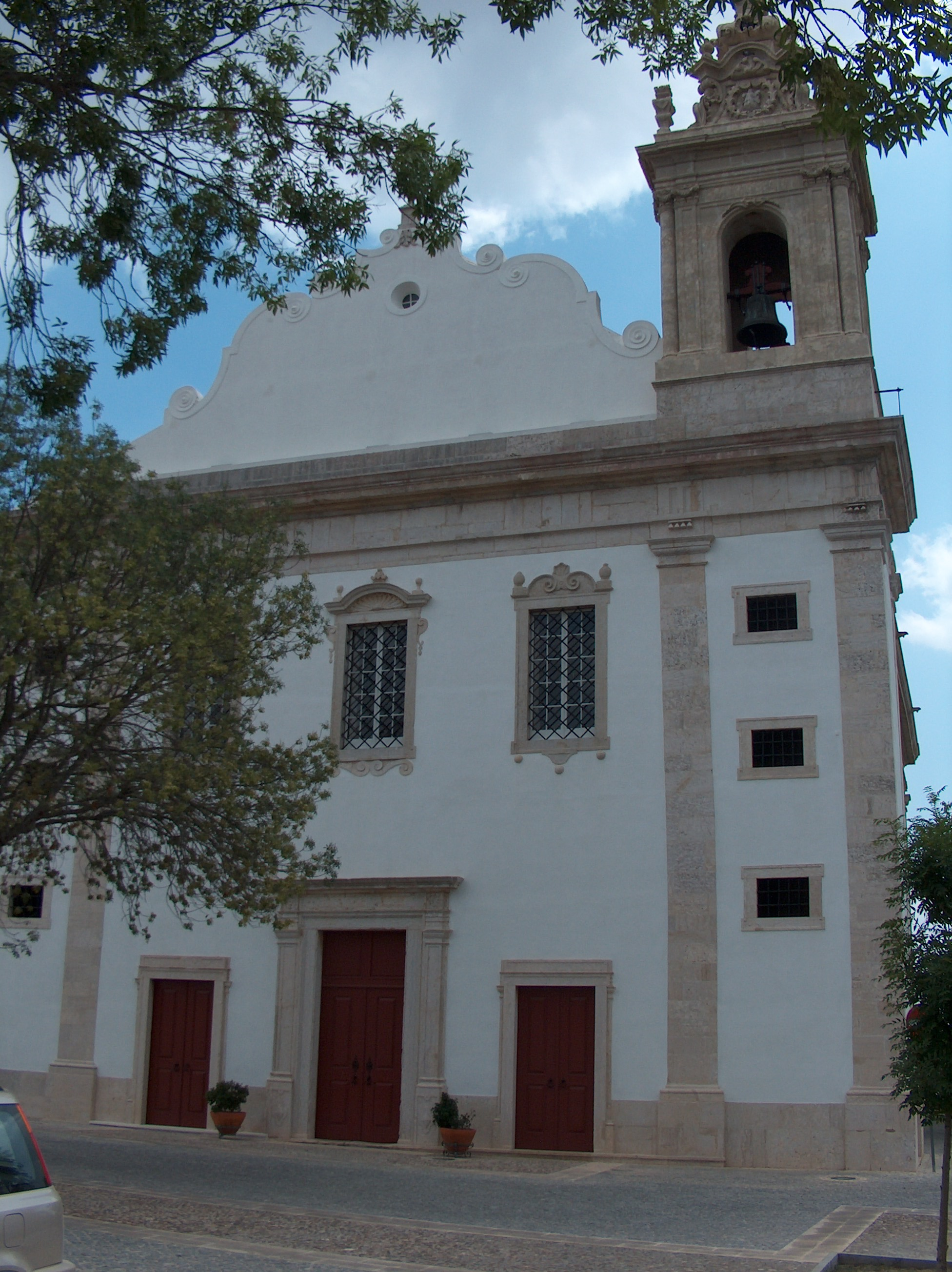
Die Hauptkirche Igreja Matriz de Constância
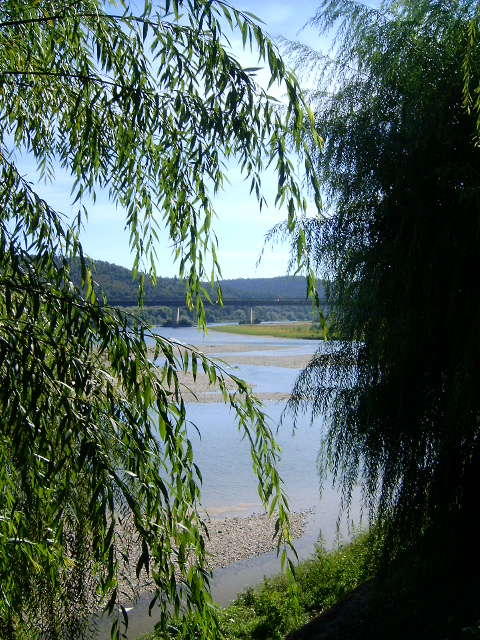
Flussufer bei Constância